# 3-тя дільниця
3-я дільниця (рос. 3-й участок) — селище в Росії, Московської області, Дмитровського району, входить до складу міського поселення Дмитров, раніше входило до складу Кузяєвського сільського округу.

## Розташування
Розташоване на схід від річки Ікша та залізничної станції Ікша. Найближчі села Ігнатово, Базарово, Морозово, Пчолка, Голенищиво, селище господарства Ермоліно

Станом на 2010 рік проживав 1 мешканець